# 3M6 Šmel'

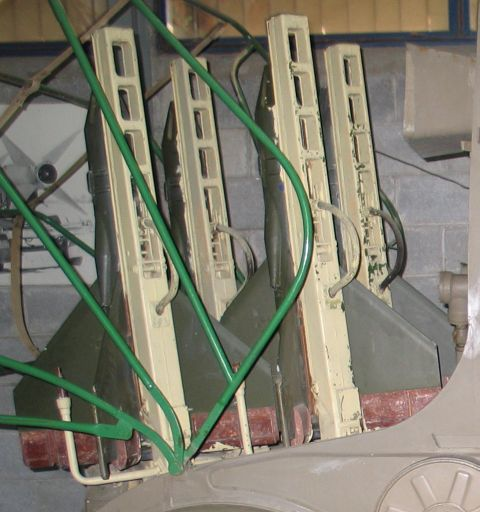
3M6 Shmel / AT-1 Snapper anti-tank missiles.

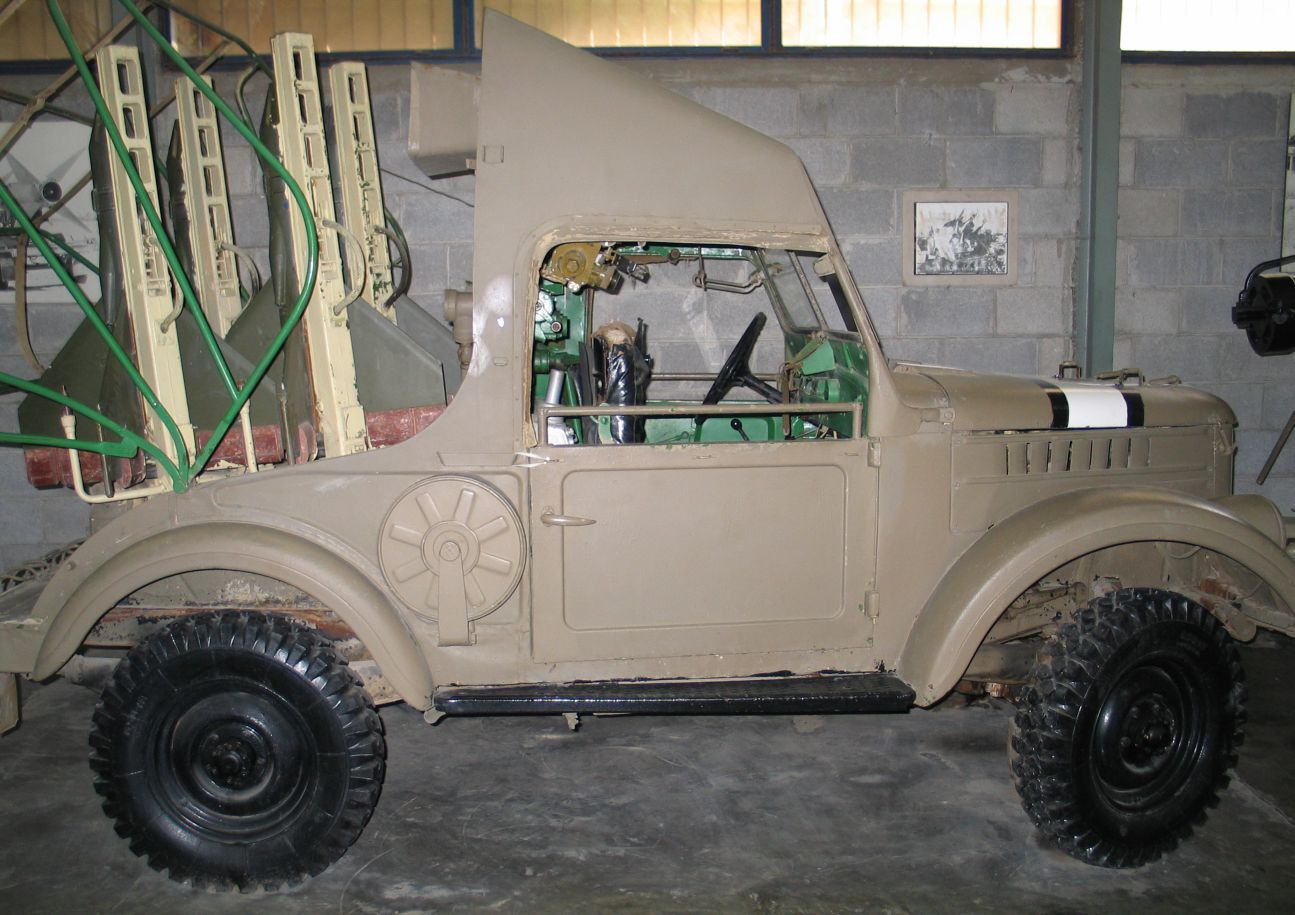
2P26 nel Batey ha-Osef Museum, Israele.

Il 3M6 Šmel' (Шмель, calabrone in russo)  è un MCLOS missile anticarro filoguidato sovietico. Il 3M6 è la sua designazione GRAU. Il suo nome in codice NATO è AT-1 Snapper.
Troppo ingombrante per essere portato a mano, era generalmente installato su veicoli specializzati o elicotteri.
Il missile aveva lo scopo di aiutare le armi anticarro tradizionali come il 100 mm anti-tank gun, la quale accuratezza oltre i 1500 metri era scarsa. Al contrario, la massima precisione dei missili restava alta fintanto che non si superasse il limite dei 2000 m.
Il sistema del caricatore, la bassa velocità e scarsa precisione nel combattimento, diedero più tardi vita allo sviluppo del sistema SACLOS come il AT-5 Spandrel.

## Sviluppo
Il 3M6 Shmel era basato sull'occidentale ATGM come all'epoca sul Aviatore Nord SS.10, comunque è decisamente più largo. Fu sviluppato dal disegnatore speciale di mortai Bureau (SKB Gladkostvolnoi artillerii) in Kolomna il quale era anche responsabile del AT-3 Sagger.
Lo sviluppo del missile procedette rapidamente: i primi lanci non guidati nell'aprile 1958 furono seguiti da quelli guidati nel giugno e luglio 1958. Il 28 agosto 1958, la nuova arma tecnologica fu mostrata al comando delle forze armate. Il 1º agosto 1960 fu messo in servizio, ma fu visto pubblicamente la prima volta nel 1963.

## Storia
C'erano due tipi di stazioni a terra per il missile
- 2P26 montato sul carro leggero senza armatura GAZ-69 - con 4 binari di lancio diretti all'indietro. La stazione di controllo può essere posizionata fino a 30 m di distanza dal veicolo lanciatore. Entrato in servizio nel 1960
- 2P27 montato su di un blindato BRDM-1 - con 3 binari di lancio a scomparsa protetti da un'armatura. Entrato in servizio nel 1964.

Questi veicoli erano installati in batterie anticarro attaccate ai reggimenti motorizzati. Ogni batteria ha 3 plotoni ognuna con 3 veicoli di lancio ed un singolo BRDM di comando.
Era usato nelle forze egiziane durante la guerra dei 6 giorni nel 1967. Pochi erano usati con un solo veicolo al sistema. La probabilità di essere colpiti è stimata attorno al 25% in combattimento.
La Corea del Nord ha inizia la produzione ed una versione migliorata del missile nel 1975.

## Descrizione
Il missile viene guidato all'obbiettivo con l'uso di un joystick, questo richiede una certa abilità da parte dell'operatore. Gli aggiustamenti dell'operatore sono trasmessi al missile tramite un sottile file che scorre dietro al missile.
Il missile viene deviato tramite un non convenzionale posizionamento di spoiler vibranti.
Il MCLOS richiede una considerevole abilità da parte dell'operatore. L'efficienza del sistema in combattimento ha portato allo sviluppo del missile basato sul più semplice sistema SACLOS.
Un problema del missile è la quantità di tempo per raggiungere in prossimità l'obbiettivo di circa 20 secondi, il che da all'obbiettivo la possibilità ed il tempo di arretrare dietro ad un ostacolo, distendendo uno fumogeno o sparando all'operatore. Inoltre l'enorme dimensione del missile portano al fatto che solo pochi colpi possono essere trasportati. il veicolo BRDM-1 può trasportare solo 3 missili.